# الویرا مناتساکانیان

الویرا گورگنی مناتساکانیان (ارمنی: Էլվիրա Գուրգենի Մնացականյան؛ انگلیسی: Elvira Mnatsakanyan؛ زادهٔ ۱۷ اوت ۱۹۴۴) رقصنده باله اهل ارمنستان است. وی از سال میلادی تاکنون مشغول فعالیت بوده‌است. 

## زندگی‌نامه
وی در ۱۷ اوت ۱۹۴۴ در ایروان به دنیا آمد و از دانشکده دولتی هنر رقص ایروان (۱۹۶۳) و کنسرواتوار سنت پیترزبورگ (۱۹۹۰) فارغ‌التحصیل گشت. وی در کالج دولتی هنر رقص ایروان (۱۹۹۷)، تالار آکادمی ملی اپرا و باله آلکساندر اسپنداریان (۱۹۶۳-۱۹۹۲)،  تالار آکادمی ملی اپرا و باله آلکساندر اسپنداریان (۱۹۹۹) فعالیت می‌کرد. وی همچنین برنده جوایزی همچون هنرمند مردمی ارمنستان شوروی (۱۹۷۸) شد.

## یادداشت
1. ↑  Yerevan Dancing Art State College